# 카타리나의 사랑과 자유
《카타리나의 사랑과 자유》(스페인어: Arráncame la vida)는 멕시코에서 2008년 9월 12일에 개봉된 영화이다. 권력가 남편과 오케스트라 지휘자 청년을 사랑한 카타리나 구즈만의 사랑을 배경으로 그린 영화이다.

## 등장 인물

### 주인공
- 아나 클라우디아 탈란곤 : 카타리나 구즈만 역
- 다니엘 지네메스 카초 : 안드레오 아센시오 역
- 호세 마리아 드 티비라 : 카를로스 비베스 역

### 그 외 인물
- 마리아나 페냘바 : 메르세데스 역
- 이레네 아수엘라 : 바르바라 역
- 제이크 코에닉 : 미케 헤이스 역
- 마리아 아우라 : 페파 역
- 다바 파올라 : 릴리아 아센시오 (12세) 역
- 마르타 아우라 : 호세피나 역
- 카르멘 비아토 : 도냐 엘레나 역
- 페르난도 베세릴 : 돈 마르코스 역
- 델리아 카사노바 : 훌리아 역
- 호아킨 코시오 : 후안 역
- 루벤 크라스티아니 : 노타리오 역
- 비키 데 푸엔데스 : 루치아나 역
- 길레르모 길 : 로돌포 역
- 페데리코 곤잘레스 : 마톤 역
- 파트리시아 마르티네스 데 벨라스코 : 티아 헤르트루디스 역
- 아나 오펠리아 머구이아 : 클라리타 역
- 필라르 파디야 : 곤잘레스 역
- 플로르 파얀
- 알락세 페레아 : 파블로 역
- 호르에 레이노소 : 푸엔테스 역
- 호세 카를로스 루이스 : 소리아노 역
- 호세 세파미 : 폰쵸 페냐 역
- 알레얀드로 유시글리 : 훌리안 역
- 이젤라 베가 : 히타나 역
- 로치오 베르데호 : 마릴루 역
- 마리오 자라고자 : 보라쵸 역